# Tidens Højskole
Tidens Højskole var en dansk folkehøjskole på Nebbegård i Nordsjælland. Den eksisterede fra 1974 til 1994.
Skolen, der var en af de "røde højskoler" i Danmark, blev oprettet 1. april 1974 på initiativ af Sømændenes Forbund med det formål at skabe et alternativ til de socialdemokratiske LO-højskoler. Højskolens opgave var at debattere klassekampen. I skolens ledelse sad repræsentanter fra Socialdemokratiet, SF og DKP og deres ungdomsorganisationer samt fra fagbevægelsen (Sømændenes Forbund, Sømændenes Uddannelsesfond og LLO)
Senere - da Sømændenes Forbund forlod LO - trak Socialdemokratiet og DSU sig fra repræsentantskabet, og VS og SUF overtog deres pladser.
Tidens Højskole afholdt kurser med varighed fra én til tolv uger. Kurserne indeholdt bl.a. samfundsopfattelser, politisk økonomi, arbejderbevægelsens historie og det fagretslige system.
I 1985 blev en statue af Lenin opstillet foran højskolen, og den findes nu på Arbejdermuseet, efter at højskolen lukkede i 1994. Højskolen blev efterfulgt af Den Internationale Højskole Nebbegård, som lukkede i 2011.